# Bistum Hiroshima
Das Bistum Hiroshima (lat.: Dioecesis Hiroshimaensis, jap. カトリック広島教区, katorikku Hiroshima kyōku) ist eine in Japan gelegene römisch-katholische Diözese mit Sitz in Hiroshima.

## Geschichte

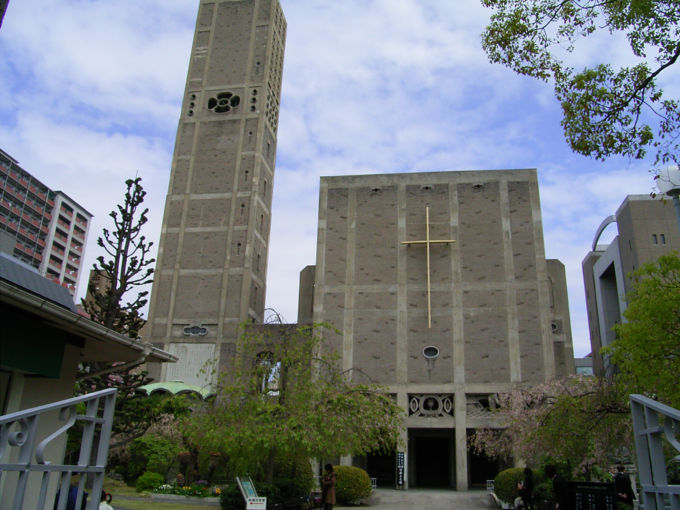
Weltfriedenskirche in Hiroshima

Das Bistum Hiroshima wurde am 4. Mai 1923 durch Papst Pius XI. mit der Apostolischen Konstitution Cum ex apostolico aus Gebietsabtretungen des Bistums Ōsaka als Apostolisches Vikariat Hiroshima errichtet. Das Apostolische Vikariat Hiroshima wurde am 30. Juni 1959 durch Papst Johannes XXIII. mit der Apostolischen Konstitution Qui arcano Dei zum Bistum erhoben und dem Erzbistum Osaka als Suffraganbistum unterstellt.

## Territorium
Das Bistum Hiroshima umfasst die Region Chūgoku mit den Präfekturen Hiroshima, Okayama, Shimane, Tottori und Yamaguchi.

## Ordinarien

### Apostolische Vikare von Hiroshima
- Hermann Döring SJ, 1921–1927, dann Bischof von Poona
- John Peter Francis Ross SJ, 1928–1940

### Bischöfe von Hiroshima
- Dominic Yoshimatsu Noguchi, 1959–1985
- Joseph Atsumi Misue, 1985–2011
- Thomas Aquino Manyo Maeda, 2011–2014, dann Erzbischof von Ōsaka
- Alexis Mitsuru Shirahama PSS, seit 2016